# Faro (Pará)
Faro é um município brasileiro do estado do Pará, pertencente à Mesorregião do Baixo Amazonas. Localiza-se no norte brasileiro, a uma latitude 02º10'17" sul e longitude 56º44'42" oeste.

## Geografia
Localiza-se a uma latitude 02º10'17" sul e longitude 56º44'42" oeste, estando a uma altitude de 31 metros. Possui uma área de 11820,39 km². Sua população, de acordo com estimativas do IBGE, era de 7 168 habitantes em 2016.

## História
O Município de Faro teve sua origem na aldeia dos índios Jamundás que, à época era acompanhada pelos missionários da Congregação Capuchos da Piedade e ficava situada logo abaixo da confluência do rio Paratucu com o Nhamundá. Em virtude desse local não possuir condições favoráveis ao desenvolvimento do povoado e, ainda, pela dificuldade de adaptação dos padres Capuchinhos ao local, a missão foi transferida para a margem do lago, colocando-a sob a proteção de “São João Batista”, sendo-lhe dado o nome de aldeia dos Jamundás, chamada também de Nhamundá.
Por ordem do governador e Capitão General do Grão Pará Fernando da Costa de Ataíde e Teive de Sousa Coutinho, o Maquinês, o ouvidor-geral e corregedor da Comarca Dr. José Feijó de Melo e Albuquerque, a 21 de dezembro de 1768, fez a eleição da justiça a servirem nos anos de 1769, 1770 e 1771.
No dia 27 de dezembro de 1768, no meio da praça da Vila, com a assistência do ouvidor geral e corregedor da Comarca, Dr. Feijó, Frei Francisco de Madalena, vigário da freguesia, do sargento-mor Amaro Pereira da Silva e de outras, teve lugar a cerimônia de levantamento do pelourinho, havendo sido por três vezes aclamado com vivas El-Rei D. José I.
No mesmo dia 27 de dezembro de 1768, em sessão magna, foram abertos os pelouros, havendo saído eleitos para o primeiro senado da câmara da nova vila de Faro, para servirem no ano de 1769, no cargo de cargo de juízes ordinários, Joaquim Pereira e o sargento-mor Amaro Pereira da Silva; para vereadores, O Capitão Simeão Lopes, Canuto Marinho, e Roque Monteiro, e, para Procurador da Câmara Lourenço Pedro, oficiais que, logo depois de exibirem suas folhas corridas e cartas de crença e confirmação, prestaram juramento em santos evangelhos de bem e fielmente servirem com suas obrigações, na forma do seu regimento.
Em seguida ao juramento e posse, no mesmo dia, teve lugar a primeira sessão do senado da Câmara de Faro, sob a presidência do ouvidor geral, Dr. José Feijó de Melo e Albuquerque, na qual foram tomadas diversas deliberações, como a de denominar o nome da praça da vila São João Batista e a votação do primeiro código de posturas municipais.
Marca, portanto, o dia 27 de dezembro de 1769 a data da instalação do município de Faro.
Em 1771 o senado da câmara foi constituído pelo juiz ordinário Sebastião Francisco Pereira, e, vereadores, Lourenço Nunes Pereira, Amaro Pereira da Silva e Simeão Lopes.